# Henning Lynge Jakobsen
Henning Lynge Jakobsen (Copenaghen, 6 marzo 1962) è un canoista danese.
Ha vinto una medaglia d'argento nel C1 500m e un bronzo nel C1 1000m alle olimpiadi di Los Angeles 1984.

## Palmarès
- Olimpiadi
  - Los Angeles 1984: argento nel C1 500m e bronzo nel C1 1000m.